# Membranöse Glomerulonephritis
Die membranöse Glomerulonephritis (membranöse Glomerulopathie, epimembranöse Glomerulonephritis, membranöse Nephropathie) ist eine chronisch entzündliche Erkrankung der Nierenkörperchen. Als Ursache werden unter anderem Antikörper gegen Proteine der Podozyten angenommen, einer Zellschicht, die im Nierenkörperchen auf der Filtrationsmembran (glomeruläre Basalmembran) liegt.
Im Erwachsenenalter ist die membranöse Glomerulonephritis häufigste Ursache des nephrotischen Syndroms, das mit hohen Eiweißverlusten über den Urin, Wassereinlagerungen und Störungen im Stoffwechsel der Blutfette einhergeht.
Die Diagnose wird durch Nierenpunktion und feingewebliche sowie elektronenmikroskopische Untersuchung des gewonnenen Nierengewebes gestellt. Kennzeichnend ist die Ablagerung von Komplexen aus Antikörper und Antigen (Immunkomplexen) auf der Außenseite der glomerulären Basalmembran.
Der Verlauf der membranösen Glomerulonephritis ist sehr variabel, ca. ein Drittel der Fälle heilt spontan aus, ca. ein Drittel bleibt im Verlauf stabil und ca. ein Drittel führt zum chronischen Nierenversagen.
Die Behandlung erfolgt mit Medikamenten, welche das Immunsystem hemmen (immunsuppressive Therapie): Cortison, Cyclophosphamid, Chlorambucil, Cyclosporin und Mycophenolat-Mofetil.

## Epidemiologie
In alten Nierenbiopsie-Statistiken war die membranöse Glomerulonephritis die häufigste Diagnose bei erwachsenen Patienten mit Proteinurie und nephrotischem Syndrom. Der relative Anteil membranöser Glomerulonephritiden an Nierenbiopsien hat in den letzten Jahren kontinuierlich abgenommen. Möglicherweise ist dies auf eine Zunahme der Fälle von fokal segmental sklerosierender Glomerulonephritis zurückzuführen.
Die membranöse Glomerulonephritis kommt in allen ethnischen Gruppen und bei beiden Geschlechtern vor. Die idiopathische (= Ursache unbekannt) membranöse Glomerulonephritis ist allerdings bei Männern über 40 Jahren und weißer Hautfarbe häufiger. Bei jüngeren Frauen sollte bei membranöser Glomerulonephritis an eine Lupusnephritis gedacht werden. Bei Kindern ist die membranöse Glomerulonephritis seltener und häufig mit einer Hepatitis B assoziiert.

## Pathologie

Im Elektronenmikroskop sichtbare Veränderungen des Nierenkörperchens bei Membranöser Glomerulonephritis
Schwarz - Immunkomplexe
Dunkelviolett - Basalmembran
Pink - Endothel
Grün - Viscerales Epithel
Hellviolett - Mesangium

In der Lichtmikroskopie findet sich eine diffuse Verdickung der glomerulären Basalmembran in allen Nierenkörperchen (Glomeruli). Die Anzahl der Zellen ist in den Nierenkörperchen nicht vermehrt. In frühen Stadien können die Glomeruli unauffällig erscheinen, in fortgeschritteneren Stadien finden sich in der Basalmembran feine Löcher, an der Außenseite (= der subepithelialen Seite) der Basalmembranen bilden sich feine Ausziehungen, sogenannte „Spikes“. Gelegentlich können in der Trichrom-Färbung subepitheliale Proteinablagerungen nachgewiesen werden. Bei weiterem Fortschreiten der Erkrankung kommt es zur Vernarbung (Sklerose) der Nierenkörperchen und Veränderungen von Nierenkanälchen (Tubuli) und Zwischengewebe (Interstitium) der Niere.
In der Fluoreszenzmikroskopie findet man feine körnelige Ablagerungen von IgG und C3 entlang der Basalmembran.
Die Elektronenmikroskopie zeigt elektronendichte Ablagerungen (Depots) an der Außenseite (der subepithelialen) Seite der Basalmembran, eine Verschmelzung der darüber liegenden Fußfortsätze der glomerulären Deckzellen (Podozyten) sowie eine Verbreiterung der Basalmembran durch Ablagerung neu gebildeter extrazellulärer Matrix zwischen den Immundepots, den „Spikes“. Im Verlauf der Erkrankung werden die Immundepots schließlich vollständig von der Basalmembran umschlossen.
Der Grad der Veränderungen der Basalmembran ermöglicht eine histologische (feingewebliche) Stadieneinteilung, die aber nicht mit der Schwere der Erkrankung oder dem Ansprechen auf Medikamente korreliert.
- Stadium I: Vereinzelte kleine Ablagerungen (Immundepots) ohne Verdickung der Basalmembran.
- Stadium II: Ausgedehntere Immundepots mit Baslamembranausziehungen (Spikes) zwischen den Depots und Verdickung der Basalmembran.
- Stadium III: Die Immundepots sind vollständig von Basalmembran umgeben (intramembranöse Immundepots), die Basalmembran ist verdickt.
- Stadium IV: Unregelmäßige Verdickung der Basalmembran mit Immundepots innerhalb der Membran.[1] [3]

## Pathogenese
Aufgrund von Befunden, die an experimentellen Modellen erhoben wurden, vermutet man, dass sich die Immundepots an Stelle der Ablagerung („in situ“) bilden. Dazu müssen IgG-Antikörper die Basalmembran passieren, und Antigene binden, die entweder an den Fußfortsätzen oder in deren Nähe exprimiert werden, oder aber aus dem Blutkreislauf an die Außenseite der Basalmembran gelangt sind.

### Tiermodell Heymann-Nephritis (Megalin)
Bereits 1959 gelang es Heymann, in Ratten eine membranöse Glomerulonephritis hervorzurufen, in dem er die Tiere mit einem Extrakt von Nierentubulus-Zellen in Freund’schem Adjuvans impfte. Als Zielantigene konnten zwischenzeitlich Megalin und Cubilin identifiziert werden, die in Membran-Einstülpungen von tubulären und glomerulären Epithelzellen, den Clathrin coated pits, exprimiert werden und für die Endozytose vieler Stoffe in mehreren Gewebetypen verantwortlich sind.
Die Bildung von Immunkomplexen auf der Außenseite der Basalmembran führt zur Komplement-Aktivierung. Dadurch werden die Podozyten geschädigt. Eine Störung des Zytoskeletts führt zum Verlust der Integrität der glomerulären Schlitzmembran. Dies wiederum führt zum Übertritt von Eiweiß in den Urin, zur Proteinurie. Zudem kommt es zu einer Überproduktion von Bestandteilen der Basalmembran, Kollagen IV und Laminin, und so zur Verbreiterung der Basalmembran.
Beim Menschen war das Antigen, welches für die membranöse Nephritis verantwortlich ist, lange Zeit nicht bekannt – Megalin wird im menschlichen Glomerulus nicht exprimiert.

### Vorgeburtliche (antenatale) membranöse Glomerulonephritis (Neutrale Endopeptidase)
Beobachtung an der antenatalen membranösen Nephritis legten einen ähnlichen Pathomechanismus auch beim Menschen nahe:
Im menschlichen Glomerulus exprimieren die Podozyten das Enzym neutrale Endopeptidase. Fehlt der Mutter aufgrund einer Mutation dieses Enzym, kann es während der ersten Schwangerschaft zu einer Immunisierung der Mutter kommen, wenn der Fetus dieses Enzym in der Niere exprimiert. Bei einer zweiten Schwangerschaft können mütterliche Antikörper gegen neutrale Endopeptidase die Plazenta passieren und im Fetus eine membranöse Glomerulonephritis mit nephrotischem Syndrom hervorrufen. Einige Monate nach der Geburt verschwinden die mütterlichen Antikörper aus dem kindlichen Blut, die Immundepots in der Niere lösen sich auf, das nephrotische Syndrom heilt spontan aus.

### Idiopathische membranöse Glomerulonephritis (Phospholipase-A2-Rezeptor TypM; THSD7A)
2009 beschrieben Beck et al. im Serum von 70 % untersuchter Patienten mit idiopathischer membranöser Glomerulonephritis einen Antikörper vom Typ IgG4, welcher mit einem bestimmten Protein aus dem Extrakt von Nierenkörperchen reagiert. Das Protein wurde als Phospholipase-A₂-Rezeptor Typ M (PLA2R) identifiziert. Dieses Rezeptorprotein wird in normalen humanen Nierenkörperchen auf der Oberfläche der Podozyten exprimiert und kann bei Patienten mit membranöser Glomerulonephritis auch in den Immundepots nachgewiesen werden. Im Serum kann das Antigen PLA2R dagegen nicht nachgewiesen werden. Dies ist ein starker Hinweis darauf, dass bei der membranösen Glomerulonephritis die Immunkomplexe direkt an den Podozyten gebildet werden und nicht etwa zunächst im Serum mit anschließender Ablagerung an der Außenseite der glomerulären Basalmembran. Für den Phospholipase-A2-Rezeptor-Antikörper sind mittlerweile kommerzielle Tests flächendeckend verfügbar. Da der Antikörpertiter mit der Krankheitsaktivität korreliert, kann er zur Therapieentscheidung und Therapiemonitoring verwendet werden. Neben dem PLA2-Rezeptor-AK ist mittlerweile ein Antikörper gegen die Thrombospondin Typ 1 Domäne 7A (THSD7A) identifiziert worden.

### Frühkindliche membranöse Glomerulonephritis (Rinderserumalbumin)
Bei Kindern im Alter zwischen 5 Monaten und 2,3 Jahren mit membranöser Nephropathie wurden im Blut hohe Konzentrationen an Rinderserumalbumin und dagegen gerichtete Antikörper vom Typ IgG1 und IgG4 gefunden. Diese Antikörper konnten zusammen mit Rinderserumalbumin auch in den epimembranösen Ablagerungen der Nierenkörperchen nachgewiesen werden. Auch im Eluat von Nierenbiopsien fand sich IgG1 und IgG4, das mit Rinderserumalbumin reagierte. Man nimmt an, dass im Darm geringe Mengen von Rinderserumalbumin aus Kuhmilch in unverdauter oder teilweise verdauter Form aufgenommen werden können. So findet man im Blut von fast allen Kleinkindern Antikörper gegen Rinderserumalbumin. Bei den Kindern mit membranöser Nephropathie waren die Serum-Spiegel von Rinderserumalbumin höher als bei gesunden Kontrollen und das Rinderserumalbumin lag in kationischer (positiv geladener) Form vor. Unter Behandlung mit Prednison, Mycophenolat-Mofetil oder Cyclosporin kam es bei allen Kindern zu einer teilweisen oder vollständigen Remission.

### Sekundäre membranöse Glomerulonephritis
In Fällen, bei denen die membranöse Glomerulonephritis Folge einer anderen Erkrankung war, konnten spezifische Antigene in den Immundepots nachgewiesen werden: Doppelstrang-DNA bei Lupus erythematodes, Thyreoglobulin bei Thyreoiditis, Hepatitis B-Antigen, Treponema-Antigen und Helicobacter pylori-Antigen bei den entsprechenden Infektionen, sowie Carcinoembryonales Antigen und Prostataspezifisches Antigen bei Tumorerkrankungen.
Bei der feingeweblichen Untersuchung weisen folgende Befunde auf eine sekundäre Genese der membranösen Glomerulonephritis hin:
- Zellvermehrung in Mesangium und Kapillarknäuel (mesangiale und endikapilläre Proliferation)
- Immunhistologischer Nachweis aller Immunglobulin-Klassen und Komplementkomponente C1q.
- Nachweis anderer Immunglobuline als IgG4.
- Immundepots auf der Innenseite der Basalmembran (subendotheliale Immundepots), im Mesangium, entlang der Basalmembranen der Nierenkanälchen (tubuläre Basalmembranen) oder in Gefäßwänden.
- Elektronenmikroskopisch nachweisbare röhren- oder netzförmige (tubuloretikuläre) Einschlüsse in den Endothelzellen des Kapillarknäuels der Nierenkörperchen.[1]

### Die Rolle der T-Zellen
Neben Antikörpern sind auch T-Helferzellen an der Pathogenese der Glomerulonephritiden beteiligt.
Th1-Helferzellen überwiegen bei Glomerulonephritiden, die mit einem vermehrten Zellwachstum einhergehen, wie der rasch progressiven Glomerulonephritis. Bei der membranösen Glomerulonephritis überwiegen dagegen, wie bei der Minimal-Change-Glomerulonephritis, Th2-Helferzellen.

## Genetik
Eine genomweite Assoziationsstudie an 556 Patienten europäischer Herkunft ergab eine Assoziation mit zwei Einzelnukleotid-Polymorphismen. Auf Chromosom 2q24 fand sich eine Assoziation mit dem Gen für den Phospholipase-A₂-Rezeptor Typ M (PLA2R1). Die engste Assoziation bestand jedoch zu einem Allel auf Chromosom 6p21, das für ein HLA-Klasse II Antigen (HLA-DQA1) codiert. Dieses Allel erleichtert möglicherweise eine Autoimmunreaktion gegen körpereigene Antigene, wie Varianten des PLA2R1.

## Ätiologie
In etwa 75 % der Fälle von membranöser Glomerulonephritis wird keine Ursache gefunden (idiopathische membranöse Glomerulonephritis).
Für das Vorliegen einer sekundären membranösen Glomerulonephritis, die eine andere Erkrankung zur Ursache hat, sprechen:
- Tubuloretikuläre Strukturen in den Podozyten, die durch Interferon alpha hervorgerufen werden, sprechen für einen Lupus erythematodes (Abb. unter[11]).
- Immundepots auf der Innenseite der glomerulären Basalmembran (subendotheliale Depots) oder im Mesangium (Zwischengewebe des Nierenkörperchen) sprechen für das Vorhandensein zirkulierender Immunkomplexe im Blut (z. B. bei postinfektiöser Glomerulonephritis), und gegen die in situ Bildung der Immundepots.
- Immundepots an den Basalmembranen der Nierentubuli sind bei der idiopathischen membranösen Nephritis selten, bei sekundären Formen dagegen häufig.
- Bei der idiopathischen membranösen Nephritis wird in den Immundepots vorwiegend Immunglobulin G vom Isotyp IgG4 gefunden, bei Lupus erythematodes IgG2, IgG3, IgA, IgM und Komplementfaktor C1q, bei Tumoren überwiegt IgG1 und IgG2.

Die Ursachen der sekundären membranösen Glomerulonephritis sind vielfältig:
- In etwa 10–20 % der Fälle einer Nierenbeteiligung bei Lupus erythematodes wird eine membranöse Nephritis gefunden. Die Nierenerkrankung kann der Manifestation des Lupus erythematodes vorausgehen, so dass insbesondere bei jungen Frauen mit membranöser Nephritis immer an diese Diagnose gedacht werden sollte.
- Medikamente wie Goldsalze, Penicillamin, Bucillamin, nichtsteroidale Antiphlogistika, Mercaptopropionylglycin, hochdosiertes Captopril, sowie monoklonale Antikörper wie Etanercept, Infliximab und Adalimumab können zu einer membranösen Nephritis führen.
- In Endemiegebieten kann eine membranöse Nephritis bei chronischen Trägern des Hepatitis B-Virus, insbesondere bei Kindern auftreten. In den Immundepots sind vorwiegend HBe-Antigen und Anti-HBe-Antikörper nachweisbar. Bei Kindern heilt die membranöse Nephritis bei Hepatitis B häufig aus, bei Erwachsenen kommt es dagegen häufig zu einem chronischen Verlust der Nierenfunktion. Eine membranöse Nephritis wurde auch bei Trägern des Hepatitis C-Virus beschrieben.
- Bei etwa 5–20 % der Erwachsenen mit membranöser Nephritis, insbesondere bei den über 65-Jährigen, liegt ein Tumorleiden vor, häufig Tumore der Lunge und des Magen-Darm-Traktes, seltener bösartige Erkrankungen des blutbildenden Systems.
- Eine membranöse Nephritis wurde auch infolge einer Nieren- oder Stammzelltransplantation beschrieben.
- Seltene Ursachen einer membranösen Nephritis sind Schistosomiasis, Malaria quartana, Syphilis, Sarkoidose, Sjögren-Syndrom und chronische Formaldehyd-Exposition.
- Quecksilber-Verbindungen, die z. B. in der traditionellen chinesischen Medizin oder in Haut-Bleichcremes Verwendung finden, können ebenfalls zu einer membranösen Nephritis führen.[12]

## Membranöse Glomerulonephritis und andere Nierenerkrankungen
Eine membranöse Glomerulonephritis wurde auch zusammen mit anderen glomerulären Nierenerkrankungen beschrieben.
- Fokal-segmentale Glomerulosklerose: Möglicherweise sind die sklerotischen (narbigen) Veränderungen im Nierenkörperchen Folge der membranösen Nephritis oder eines erhöhten intraglomerulären Drucks. Sklerotische Läsionen in der Nierenbiopsie weisen auf eine fortschreitende Verschlechterung der Nierenfunktion und damit auf eine schlechte Prognose hin.
- Diabetische Nephropathie: Möglicherweise enthalten die Immundepots Schweine-Insulin und Antikörper gegen Schweine-Insulin. Eine Besserung des nephrotischen Syndroms nach Umstellung auf humanes (menschliches) Insulin wurde beschrieben.
- Rasch progressive Glomerulonephritis: In etwa 5 % der Fälle kann eine membranöse Nephritis durch eine rasch progressive Glomerulonephritis überlagert werden.
- Gelegentlich treten die histologischen Veränderungen einer membranöse Glomerulonephritis zusammen mit einer IgA-Nephropathie, einem Goodpasture-Syndrom oder einer Wegener-Granulomatose auf.

## Klinik
Bei etwa 80 % der Patienten besteht ein nephrotisches Syndrom mit unter Umständen erheblichen Wassereinlagerungen in den Geweben, Schwellungen von Beinen und Augenlidern, Gewichtszunahme und Abnahme der Urinausscheidung. Bei etwa 20 % der Betroffenen besteht eine Proteinurie geringeren Ausmaßes ohne zusätzliche Symptome. Im Urinsediment werden häufig ovale Fettkörperchen, Fetttröpfchen und Fettzylinder angetroffen. Bei etwa 50 % der Patienten besteht eine Mikrohämaturie, das heißt im Urin werden rote Blutkörperchen (Erythrozyten) nachgewiesen. Die Albuminurie führt zu einer Störung des tubulären Transportes, im Urin ist daher häufig Glukose trotz normaler Blutzucker-Werte nachweisbar (Glukosurie).
In der Blutuntersuchung findet sich meist eine Verminderung des Albumins und eine schwere Erhöhung der Blutfette (Hyperlipidämie)
Etwa 70 % der Patienten haben bei Krankheitsbeginn einen normalen Blutdruck und eine normale Nierenfunktion. Ein akutes Nierenversagen ist selten; Ursachen sind eine Hypovolämie durch zu aggressive Behandlung mit harntreibenden Substanzen (Diuretika), eine rasch progressive Glomerulonephritis oder der Verschluss der Nierenvene durch ein Blutgerinnsel (Nierenvenenthrombose).

## Diagnose

### Nierenbiopsie
Die Diagnose einer membranösen Glomerulonephritis kann nur durch eine Nierenbiopsie gestellt werden. Eine Nierenbiopsie sollte bei allen Erwachsenen mit nephrotischem Syndrom unklarer Ursache erfolgen. Bei Kindern mit nephrotischem Syndrom liegt meist eine Minimal-Change-Glomerulonephritis vor, die gut auf Glukokortikoide anspricht, so dass bei Kindern auf eine Nierenbiopsie zunächst verzichtet wird.

### Labordiagnostik
Zur Identifikation einer möglichen sekundären Ursache der membranösen Glomerulonephritis sollten folgende Laboruntersuchungen erfolgen:
- Antinukleärer Antikörper. Ein hoher Titer spricht für das Vorliegen eines systemischen Lupus erythematodes.
- Komplementfaktor C3. Eine Verminderung des Komplementfaktors C3 wird bei systemischem Lupus erythematodes und Hepatitis B gefunden. Bei idiopathischer membranöser Glomerulonephritis ist der C3-Spiegel normal.
- Serologische Marker der Hepatitis B und Hepatitis C

### Tumordiagnostik
Bei einigen Patienten mit membranöser Glomerulonephritis liegt ein Tumorleiden vor. In den meisten Fällen ist die Krebserkrankung zum Zeitpunkt der Manifestation der membranösen Nephropathie bereits bekannt. In seltenen Fällen manifestiert sich die Nierenerkrankung vor der Tumorerkrankung.
Die empfohlenen Krebsvorsorge-Untersuchungen sollten in jedem Fall durchgeführt werden.
Bei erhöhtem Risiko für Lungenkrebs sollte eine Röntgenuntersuchung, ggf. eine Computertomographie des Thorax erfolgen.
Eine darüber hinausgehende Tumorsuche wird nur empfohlen, wenn zusätzliche Hinweise auf eine Krebserkrankung vorliegen, wie Nachweis von occultem Blut im Stuhl, Blutarmut (Anämie) oder ungeklärte Gewichtsabnahme.

## Krankheitsverlauf und Prognose
Ohne Behandlung hat die Erkrankung einen relativ günstigen Spontanverlauf:
- Bei ca. einem Drittel der Patienten kommt es innerhalb eines Jahres zu einer Normalisierung der Proteinurie (Vollremission).[13]
- In 25–40 % der Fälle sinkt die Proteinurie unter 2 g pro Tag (Teilremission).
- Allerdings ist nach 5 Jahren bei etwa 14 % der Betroffenen ein vollständiger Verlust der Nierenfunktion (terminale Niereninsuffizienz) eingetreten, nach 10 Jahren bei 35 % und nach 15 Jahren bei 41 % der Betroffenen.

Eine Behandlung mit Medikamenten, welche das Renin-Angiotensin-Aldosteron-System hemmen, verbessert die Prognose.

### Risikofaktoren für einen ungünstigen Krankheitsverlauf
In Anbetracht des oftmals günstigen Krankheitsverlaufes und der unter Umständen gravierenden Nebenwirkungen einer Behandlung sollte eine immunsuppressive Therapie nur bei den Patienten begonnen werden, bei denen ein schweres nephrotisches Syndrom oder ein hohes Risiko für eine fortschreitende Verschlechterung der Nierenfunktion besteht.
- Im Gegensatz zu anderen glomerulären Erkrankungen besteht keine Beziehung zwischen Ausmaß der tubulointerstitiellen Schädigung und Ansprechen auf eine Behandlung oder Geschwindigkeit des Nierenfunktionsverlustes.
- Ein erhöhtes Risiko der Progression besteht bei:
  - Männern, über 50 Jahren mit einer Proteinurie über 8 g/Tag über mehr als 6 Monate. Auch bei sehr hoher Eiweißausscheidung werden jedoch Remissionen in ca. 20 % der Fälle beobachtet.[13]
  - Patienten mit erhöhtem Kreatinin bei Diagnosestellung.
- Asiaten habe eine bessere Prognose als Angehörige anderer Ethnien.
- Frauen, Kinder, junge Erwachsene, Patienten mit nicht-nephrotischer Proteinurie (Eiweißausscheidung < 3,5 g/Tag)[14] und normaler Nierenfunktion drei Jahre nach Krankheitsbeginn haben eine günstige Prognose.
- Patienten mit medikamentös-induzierter membranöser Nephritis haben ebenfalls eine gute Prognose. Die Proteinurie kann allerdings bis zu einem Jahr nach Absetzen des auslösenden Medikamentes noch zunehmen und es können bis zu drei Jahre bis zu einer Normalisierung der Eiweißausscheidung vergehen.

### Komplikationen
Kommt es im Verlauf der Erkrankung zu einem akuten Verlust der Nierenfunktion, ist dies meist auf folgende Komplikationen zurückzuführen:
- akute Nierenvenenthrombose (Verschluss der Nierenvene durch ein Blutgerinnsel), gelegentlich gekennzeichnet durch Flankenschmerzen
- durch Medikamente induzierte interstitielle Nephritis mit Leukozyten, insbesondere eosinophilen Granulozyten im Urin
- rapid progressive Glomerulonephritis mit Erythrozyten und Erythrozytenzylindern im Urin.

## Therapie

### Allgemeine Therapiemaßnahmen
Die allgemeine Behandlung der membranösen Nephropathie hat folgende Ziele:
- Kontrolle der Wassereinlagerungen (Ödeme) durch harntreibende Medikamente (Diuretika),
- Sicherstellung einer ausreichenden Nahrungszufuhr,
- Reduktion von Proteinurie und Kontrolle von Bluthochdruck durch ACE-Hemmer und AT1-Antagonisten,
- Korrektur der oft ausgeprägten Fettstoffwechselstörung (Hyperlipidämie) durch Statine, sowie
- Vorbeugung gegen thromboembolische Komplikationen durch Gabe von gerinnungshemmenden Substanzen, wenn der Albuminspiegel im Serum aufgrund der Eiweißverluste über den Urin unter 2 g/dl abgesunken ist.

### Immunsuppressive Therapie
Aufgrund der günstigen Prognose der Erkrankung mit einem hohen Anteil an Spontanremissionen und der unter Umständen schwerwiegenden Nebenwirkungen einer immunsuppressiven Behandlung, wird diese nur bei Hinweisen auf eine ungünstige Prognose begonnen, nach dem der Krankheitsverlauf unter allgemeinen Therapiemaßnahmen über einen längeren Zeitraum beobachtet wurde.
- Patienten ohne Symptome, bei denen die Proteinurie unter 3,5 g/Tag liegt, werden im Allgemeinen nicht mit Immunsuppressiva behandelt, da die Langzeitprognose günstig ist. Regelmäßige Kontrollen von Nierenfunktion und Proteinurie sind jedoch erforderlich, um ein Fortschreiten der Erkrankung rechtzeitig zu erkennen.
- Patienten mit einer Proteinurie über 3,5 g/Tag, bei denen keine Symptome vorliegen, oder bei denen die Wassereinlagerungen (Ödeme) leicht mit Diuretika kontrolliert werden können, sollten vor einer immunsuppressiven Therapie über einen längeren Zeitraum beobachtet werden. In bis zu 65 % der Betroffenen kann es zu unter allgemeinen Therapiemaßnahmen zu einer Spontanremission der Erkrankung kommen, insbesondere bei Frauen, Kindern und jungen Erwachsenen mit normaler Nierenfunktion und einem prognostisch günstigen feingeweblichen Befund.
- Eine immunsuppressive Therapie wird bei Patienten mit schlechter Prognose begonnen:
  - bei nicht durch einen Volumenmangel erklärter Nierenfunktionseinschränkung und prognostisch ungünstigen feingeweblichen Befunden, insbesondere Vernarbungen (Fibrose) von Nierenkörperchen (Glomeruli) und Zwischengewebe (Interstitium) der Niere,
  - bei schwerem symptomatischem nephrotischen Syndrom mit ausgeprägten Wassereinlagerungen (Ödemen), schwerer Fettstoffwechselstörung (Hyperlipidämie) und einer Proteinurie über 10 g/Tag,
  - bei Hinweisen in der Verlaufsbeobachtung auf eine zunehmende Nierenfunktionseinschränkung,
  - bei über 50-jährigen Männern mit fortbestehendem nephrotischen Syndrom,
  - bei Auftreten von Thrombosen und/oder Embolien als Komplikation des nephrotischen Syndroms.

Es werden unterschiedliche immunsuppressive Medikamente eingesetzt:
- Die alkylierenden Substanzen Cyclophosphamid und Chlorambucil werden meist in Kombination mit Prednison eingesetzt. Diese Kombination scheint die wirksamste Form der Behandlung zu sein. Allerdings sind schwerwiegende Nebenwirkungen wie eine Entzündung der Harnblase und Langzeitfolgen wie Unfruchtbarkeit und erhöhtes Krebsrisiko möglich.
- Eine Monotherapie mit Cortison ist weniger belastend, die Ansprechraten sind aber gering.
- Spricht eine Behandlung mit Alkylantien nicht an, oder wird diese von den Betroffenen wegen der möglichen Nebenwirkungen nicht gewünscht, kann mit Cyclosporin, ggf. in Kombination mit Prednison behandelt werden.
- Der selektiv gegen B-Zellen gerichtete monoklonale Antikörper Rituximab vermindert die Proteinurie. In einer italienischen Studie kam es bei zehn von fünfzig Patienten zu einer kompletten Remission der Erkrankung. Nierenbiopsien von sieben dieser zehn Patienten zeigten eine vollständige oder weitgehende Rückbildung der Immundepots.[16] Vergleichende Studien mit ACE-Hemmern/AT1-Antagonisten und Langzeitbeobachtungen fehlen bislang. Eine seltene, schwere Nebenwirkung von Rituximab ist das Auftreten einer progressiven multifokalen Leukenzephalopathie.
- Die optimale Dauer der immunsuppressiven Behandlung ist nicht bekannt.

### Alternative Behandlungsmaßnahmen
Bei Patienten, die auf konventionelle Therapien nicht ansprachen, wurden eine Vielzahl alternativer Substanzen eingesetzt:
- Eine Behandlung mit Mycophenolat-Mofetil über 12 Monate führte zu keiner Besserung der Proteinurie und war mit schweren Nebenwirkungen behaftet.[17]
- Azathioprin hat möglicherweise keinen Effekt auf den Krankheitsverlauf, es wurden aber schwere Nebenwirkungen beschrieben.
- Nach intravenöser Gabe von Immunglobulin wurde in Einzelfallberichten eine Besserung der Proteinurie beschrieben.
- Bei Patienten, die Cyclosporin nicht vertrugen, wurde als Alternative Tacrolimus eingesetzt, vergleichende Studien fehlen bislang.
- In einer Pilotstudie führte Pentoxifyllin zu einer Besserung der Proteinurie, größere Studien fehlen bislang.
- Nichtsteroidale Antiphlogistika senken ebenfalls die Proteinurie. Da diese Substanzen jedoch die Nieren schädigen können, werden sie in der Regel nicht eingesetzt.
- In unkontrollierten Studien senkte Adrenocorticotropin die Proteinurie, Daten zum Langzeitverlauf wurden bislang nicht vorgelegt.